# Estadio de Ulsan
El Estadio de Ulsan (en coreano: 울산종합운동장) es un estadio multipropósito utilizado principalmente para el fútbol ubicado dentro de las instalaciones del Complejo Deportivo de Ulsan en la ciudad de Ulsan en Corea del Sur.

## Historia
El estadio fue construido en 2003 luego de que el Estadio Cívico de Ulsan fuera demolido para construir el Complejo Deportivo de Ulsan, en el cual también cuenta en sus instalaciones con el Gimnasio Dongchun. Cuenta con capacidad para más de 19.000 espectadores.

## Usos
El estadio ha sido utilizado principalmente para partidos de fútbol, siendo la sede del Ulsan Hyundai FC de la K-League desde su construcción hasta que se mudaron al Estadio de Fútbol Ulsan Munsu. Entre 2005 y 2016 fue también la sede del Ulsan Hyundai Mipo Dockyard FC

## Eventos
El estadio fue utilizado como una de las sedes de la Copa Mundial de Fútbol Sub-17 de 2007 en la que Corea del Sur fue el país organizador.
| Fecha                | Selección       | Resultado | Selección     | Ronda   |
| -------------------- | --------------- | --------- | ------------- | ------- |
| 19 de agosto de 2007 | Honduras        | 2 - 4     | España        | Grupo C |
| 19 de agosto de 2007 | Argentina       | 0 - 0     | Siria         | Grupo C |
| 22 de agosto de 2007 | Siria           | 1 - 2     | España        | Grupo C |
| 22 de agosto de 2007 | Argentina       | 4 - 1     | Honduras      | Grupo C |
| 24 de agosto de 2007 | Corea del Norte | 1 - 0     | Nueva Zelanda | Grupo B |
| 24 de agosto de 2007 | Corea del Sur   | 2 - 1     | Togo          | Grupo A |
| 26 de agosto de 2007 | Colombia        | 1 - 2     | Ghana         | Grupo F |